# Gemeng
Gemeng (kinesiska: 格孟乡, 格孟) är en socken i Kina. Den ligger i provinsen Sichuan, i den sydvästra delen av landet, omkring 630 kilometer nordväst om provinshuvudstaden Chengdu. Antalet invånare är 3 628. Befolkningen består av 1 765 kvinnor och 1 863 män. Barn under 15 år utgör 31 %, vuxna 15-64 år 63 %, och äldre över 65 år 5,0 %.
Genomsnittlig årsnederbörd är 689 millimeter. Den regnigaste månaden är juli, med i genomsnitt 158 mm nederbörd, och den torraste är december, med 4 mm nederbörd.